# John Talbot (martyr)
Pour les articles homonymes, voir John Talbot.
John Talbot (né à Thornton-le-Street, North Yorkshire, Angleterre – exécuté le 9 août 1600 à Durham) est un laïc catholique anglais sous le règne d'Élizabeth Ire. 

## Biographie
Peu d'informations existent sur son histoire familiale. Nous ne savons pas s'il est issu d'une famille restée fidèle à l'Église catholique ou s'il est lui-même un converti au catholicisme. Il semble néanmoins être un catholique convaincu comme en témoigne l'existence d'une première condamnation en 1588 pour son adhésion à la foi catholique. En raison de sa foi catholique, il subit toute sorte de tracasseries administratives, arrestations, amendes et confiscations de biens. 
Membre du réseau de laïcs catholiques qui vient en aide, cache et nourrit les prêtres catholiques recherchés sur le territoire anglais, il protège et assiste en particulier Thomas Palaser. Il est arrêté lors d'une messe célébrée par ce dernier chez les Norton. N'étant pas prêtre il est condamné à mort non pas pour haute trahison mais pour félonie. Son crime est simplement d'avoir aidé des prêtres catholiques. Il est exécuté comme John Norton, fils de Richard Norton autre figure catholique connue par sa participation à la rébellion de 1569 et qui avec son épouse était membre du réseau qui venait en aide aux prêtres catholiques présents dans le royaume. Tous les deux sont exécutés par pendaison. La femme de John Norton alors enceinte bénéficie du pardon des juges pour s'être convertie à l'anglicanisme dans sa prison,.

## Vénération
Reconnus martyrs par l'Église catholique, John Talbot et John Norton sont vénérés comme bienheureux. Ils ont été béatifiés le 22 novembre 1987 par le pape Jean-Paul II. Ils appartiennent à la liste des quatre-vingt-cinq Quatre-vingt-cinq martyrs d'Angleterre et de Galles béatifiés par ce dernier et sont fêté le 9 août individuellement, le 8 septembre et le 4 mai collectivement avec Thomas Palaser.